# میرون کیپری‌یان
میرون وُلودیمیری کیپری‌یان ( اوکراینی: Мирон Владимирович Киприян زاده ۲۷ ژوئیهٔ ۱۹۳۰ - درگذشته ۲۸ نوامبر ۲۰۱۹) هنرمند، نقاش، طراح صحنه ارمنی‌تبار اوکراینی بود. 

## زندگی‌نامه
وی در ۲۷ ژوئیهٔ ۱۹۳۰ در فینیکی در به دنیا آمد و از آکادمی ملی هنری لویو (۱۹۵۴) فارغ‌التحصیل گشت. وی همچنین برنده جوایزی همچون جایزه ملی شوچنکو، مدال کارگر ممتاز، نشان پیش‌کسوت کار، مدال شجاعت کار، هنرمند مردمی اوکراین شوروی (۱۹۸۸)، نشان شایستگی اوکراین درجه دو و نشان شایستگی اوکراین درجه سه  شد. وی در ۲۸ نوامبر ۲۰۱۹ در سن ۸۹ سالگی درگذشت.

## یادداشت
1. ↑  Lviv State Institute of Applied and Decorative Arts
2. ↑  Ukrainian SSR Taras Shevchenko Prize
3. ↑  People's Artist of the Ukrainian SSR
4. ↑  Order of Merit, II degree (Ukraine)
5. ↑  Order of Merit, III degree (Ukraine)